# Campo de Golfe da Batalha
O Campo de Golfe da Batalha é um campo de Golfe português localizado nos Fenais da Luz, aos Aflitos, concelho de Ponta Delgada, ilha de São Miguel, Açores.
O campo, inicialmente composto por 18 buracos, conta desde setembro de 2002 com 3 percursos de 9 buracos, numa área de 120 hectares.